# Inverleith Harbor
Die Inverleith Harbor (auch Inverleith Harbour, in Argentinien Puerto General Arenales, in Chile Bahía Inverleith) ist eine kleine Bucht an der Nordostküste der Anvers-Insel im westantarktischen Palmer-Archipel. Sie liegt zwischen dem Andrews Point und der Briggs-Halbinsel.
Die Benennung Leith Harbor geht vermutlich auf Walfänger des Unternehmens Salvesen & Co. im schottischen Leith zurück. Die Vorsilbe „inver“ deutet auf den Ort einer Flussmündung hin. Diese wurde vom Advisory Committee on Antarctic Names 1953 der ursprünglichen Benennung beigefügt, um eine Verwechslung mit dem Leith Harbor an der Nordküste Südgeorgiens zu vermeiden. Namensgeber der argentinischen Benennung ist der argentinische Freiheitskämpfer und General Juan Antonio Álvarez de Arenales (1770–1831).